# Дифракция Фраунгофера

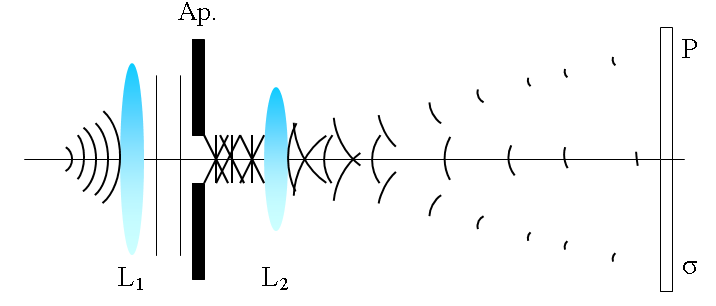
Пример оптической установки, в которой наблюдаются дифракция Френеля (в ближней зоне) и дифракция Фраунгофера (в дальней зоне).

Дифракция Фраунгофера — случай дифракции, при которой дифракционная картина наблюдается на значительном расстоянии от отверстия или преграды. Расстояние должно быть таким, чтобы можно было пренебречь в выражении для разности фаз членами порядка {\displaystyle \rho ^{2}/(z\lambda )}, что сильно упрощает теоретическое рассмотрение явления. Здесь {\displaystyle z} — расстояние от отверстия или преграды до плоскости наблюдения, {\displaystyle \lambda } — длина волны излучения, а {\displaystyle \rho } — радиальная координата рассматриваемой точки в плоскости наблюдения в полярной системе координат. Иными словами, дифракция Фраунгофера наблюдается тогда, когда число зон Френеля {\displaystyle F\ll 1}, при этом приходящие в точку волны являются практически плоскими. При наблюдении данного вида дифракции изображение объекта не искажается и меняет только размер и положение в пространстве. В противоположность этому, при дифракции Френеля изображение меняет также свою форму и существенно искажается.
Дифракционные явления Фраунгофера имеют большое практическое значение, лежат в основе принципа действия многих спектральных приборов, в частности, дифракционных решёток. В последнем случае для наблюдения светового поля «в бесконечности» используются линзы или вогнутые дифракционные решетки (соответственно, экран ставится в фокальной плоскости).

## Математическоe описание
В скалярной теории дифракция Фраунгофера определяется следующим интегралом:
{\displaystyle U(x,y)={\frac {e^{ikz}e^{{\frac {ik}{2z}}(x^{2}+y^{2})}}{i\lambda z}}\iint _{-\infty }^{\infty }\,u(x',y')e^{-i{\frac {2\pi }{\lambda z}}(x'x+y'y)}dx'\,dy'.}